# Иоганн I (пфальцграф Цвейбрюкена)
Иоганн I Хромой (нем. Johann I. von Pfalz-Zweibrücken; 8 мая 1550, Майзенхайм — 12 августа 1604, Гермерсхайм) — герцог и пфальцграф Пфальц-Цвейбрюккена (с 1559 года). Основатель младшей линии Цвейбрюккенского дома. Увлекался генеалогией, провёл значимые реформы.

## Биография
Иоганн был вторым по старшинству сыном пфальцграфа и герцога Пфальц-Цвейбрюккенского, Вольфганга (1526—1569) и его супруги, Анны Гессенской (1529—1591), дочери ландграфа Филиппа I Гессенского. В юношеские годы воспитанием Иоганна занимался известный деятель реформатской церкви Георг Мариус, оказавший большое влияние на мировоззрение принца. В связи с этим придерживавшийся лютеранства герцог Вольфганг увольняет учителя. После смерти отца при разделе наследства к старшему брату, Филиппу-Людвигу отходит Пфальц-Нёйбург; Иоганн же получает Пфальц-Цвейбрюккен, который его отцом был особо истощён в финансовом отношении. В связи с этим на первое время Иоганн передаёт правление своим владением (регентство) особому совету в Цвейбрюккене, сам же живёт в Нёйбурге у брата. В 1575 году он берёт управление княжеством на себя, однако справиться с ещё отцовской задолженностью — несмотря на то, что эти долги частично переняли на себя горожане и крестьянство страны — оказался не в состоянии.
В 1577 году Иоганн подписывает конкордат, одобрявший проведённую ещё в 1570 году реформу лютеранского исповедания в Пфальц-Цвейбрюккене, а в 1588 году вводит вместо лютеранства — кальвинизм как государственную религию. Всё это значительно ухудшило его отношения со старшим братом и с Пфальц-Нёйбургом соответственно. В 1592 он вводит в своём государстве — впервые в истории — обязательное всеобщее школьное образование. С 1593 года герцог Иоганн разрешает французским гугенотам расселяться в Пфальц-Цвейбрюккене, предоставив им для этого город Анвейлер. В политическом отношении Иоганн склонялся к союзу с Курпфальцем, и в своём завещании называет регентом государства — в обход старшего брата — курфюрста Фридриха IV Пфальцского, что ещё более ухудшило сложные отношения между братьям. Большое внимание уделял государственным реформам, направленным на улучшение управления государством.
Иоганн I практически всю жизнь страдал болезнью ног и был хромым. Похоронен в Александер-кирхе в Цвейбрюккене, разрушенной во время Второй мировой войны.

## Семья
В 1579 году Иоганн I в Бергцаберне вступает в брак с Магдаленой фон Юлих-Клеве-Берг (1553—1633), дочерью Вильгельма, герцога Юлих-Клеве-Берга. В этом браке родились одиннадцать детей:
- Людвиг Вильгельм (1580—1581)
- Мария Елизавета (1581—1637)

∞ 1601 пфальцграф Георг Густав, граф Пфальц-Фельденца (1564—1634)
- Анна Магдалена (*/† 1583)
- Иоганн II (1584—1635), пфальцграф Цвейбрюкена

∞ 1. 1604 принцесса Екатерина де Роган (1578—1607)
∞ 2. 1612 пфальцграфиня Луиза Юлиана фон Зиммерн (1594—1640)
- Фридрих Казимир (1585—1645), пфальцграф Цвейбрюккен-Ландсберга

∞ принцесса Эмилия Антверпиана Оранская-Нассау (1581—1657)
- Елизавета Доротея (1586—1593)
- сын (*/† 1588)
- Иоганн Казимир (1589—1652), пфальцграф Цвейбрюккен-Клеебург

∞ принцесса Катарина Шведская (1584—1638)
- дочь (*/† 1590)
- Амалия Якоба Генриетта (1592—1655)

∞ 1638 граф Якоб Франц фон Пестакальда († 1645)
- сын (*/† 1593)